# Anolis limifrons
Espèce
Synonymes
- Norops limifrons (Cope, 1871)
- Anolis trochilus Cope, 1871
- Anolis pulchripes Peters, 1874
- Anolis bransfordii Cope, 1874
- Anolis godmani Boulenger, 1885
- Anolis rivieri Thominot, 1882

Anolis limifrons est une espèce de sauriens de la famille des Dactyloidae.

## Répartition
Cette espèce se rencontre au Chiapas au Mexique, au Guatemala, au Belize, au Honduras, au Nicaragua, au Costa Rica et au Panama.
Sa présence au Salvador est incertaine.

## Publication originale
- Cope, 1871 : Ninth Contribution to the Herpetology of Tropical America. Proceedings of the Academy of Natural Sciences of Philadelphia, vol. 23, no 2, p. 200-224 (texte intégral).